# شهرک معلم (کرمانشاه)
شهرک معلم نام محله‌ای است در شمال غربی شهر کرمانشاه است که در منطقه ۷ شهرداری این شهر واقع شده‌است این شهرک در شمال شهر کرمانشاه قرار دارد. شهرک معلم شامل فاز یک (چهارراه مولوی) و فاز دو (مخابرات) می‌باشد. شعرک معلم دارای پارک های مختلف و مدارس مختلفی می باشد که هرکدام در این شهرک تاسیس و ساخته شده اند.

## خیابان‌های اصلی
- بلوار عطار
- بلوار رودکی
- بلوار حافظ
- بلوار دهخدا
- بلوار مولوی
- بلوار رازی
- خیابان لاله جنوبی
- خیابان شاهد
- خیابان سنایی

## میدان‌های شهرک معلم
میدان حافظ

## پارک‌ها و فضای سبز
- پارک دانشجو
- بوستان جلال آل احمد
- بوستان عطار نیشابوری
- بوستان دهخدا
- بوستان گلناز مولوی
- بوستان شباهنگ

## مدارس دولتی شهرک معلم
- دبستان پسرانهٔ بشیر
- دبستان پسرانهٔ شهید هاشمی نیا
- دبستان دخترانهٔ بلال حبشی
- دبستان دخترانهٔ شکوه
- مدرسه راهنمایی راه کربلا
- مدرسهٔ راهنمایی پسرانهٔ استاد شهریار
- مدرسهٔ راهنمایی پسرانهٔ فرهنگ
- دبیرستان دخترانهٔ معلم
- دبیرستان دکتر معین
- دبیرستان دخترانه فروردین
- دبیرستان دخترانهٔ علامه جعفری
- هنرستان دخترانهٔ کار و دانش ام‌البنین

## مدارس غیردولتی و غیرانتفاعی
- دبستان دخترانه گل نرگس
- دبیرستان پسرانه ولایت رضوی

## مراکز آموزش عالی شهرک معلم
- مرکز آموزش  علمی - کاربردی مدیریت صنعتی
- آموزشکدهٔ فنی سما دختران کرمانشاه
- دانشگاه فنی و حرفه‌ای دختران کرمانشاه
- مرکز بهداشتی درمانی شهرک معلم
- بیمارستان امام رضا(ع) بایگانی‌شده  در ۱۴ مه ۲۰۱۴ توسط Wayback Machine
- دانشکده دندانپزشکی رازی

## اماکن ورزشی
- مجموعه ورزشی کارگران
- مجموعه ورزشی ملت
- مجموعه ورزشی دانشگاه علوم پزشکی

## کتابخانه‌ها
- کتابخانه عمومی امام علی(ع)